# چوهار کوت
چوهار کوت (به انگلیسی: Chohar Kot) یک منطقهٔ مسکونی در پاکستان است که در ایالت بلوچستان واقع شده‌است. چوهار کوت ۱٬۱۱۰ متر بالاتر از سطح دریا واقع شده‌است.